# 马丁·蒙拉兹
马丁·蒙拉兹（丹麥語：Martin Monrad，1977年—），丹麦男子乒乓球运动员。他曾代表丹麦参加2005年欧洲乒乓球锦标赛，结果联同阿兰·本特森、米凯尔·梅兹、费恩·图格威尔和Christoffer Petersen获得男子团体冠军。